# Jüri Pihl
Jüri Pihl (ur. 17 marca 1954 w Kuressaare, zm. 3 lutego 2019) – estoński polityk i policjant, minister spraw wewnętrznych w latach 2007–2009, od 2009 do 2010 przewodniczący Partii Socjaldemokratycznej.

## Życiorys
Jüri Pihl w 1982 ukończył prawo na Uniwersytecie w Tartu. W 1975 rozpoczął pracę zawodową jako inspektor w estońskiej milicji kryminalnej. W 1986 został naczelnikiem wydziału śledczego urzędu spraw wewnętrznych w Tallinnie. Dwa lata później objął funkcję komendanta milicji w Võru. W 1990 powrócił do stolicy na wcześniej zajmowane stanowisko.
Po ogłoszeniu przez Estonię niepodległości uczestniczył w tworzeniu instytucji bezpieczeństwa i sprawiedliwości nowego państwa. W 1991 został dyrektorem estońskiej policji bezpieczeństwa, zajmował to stanowisko przez dwie kolejne kadencje. W latach 2003–2005 pełnił funkcję prokuratora generalnego. W 2005 został sekretarzem generalnym w Ministerstwie Sprawiedliwości.
Od 5 kwietnia 2007 do 21 maja 2009 zajmował stanowisko ministra spraw wewnętrznych w gabinecie premiera Andrusa Ansipa. 7 marca 2009 został wybrany na przewodniczącego Partii Socjaldemokratycznej. W 2010 w partyjnym głosowaniu przegrał rywalizację ze Svenem Mikserem o stanowisko przewodniczącego SDE.

## Życie prywatne
Jüri Pihl był żonaty, miał córkę.

## Odznaczenia
- Order Gwiazdy Białej IV klasy (1998)[5]
- Order Krzyża Orła III klasy (2003)[6]
- Order Narodowy Zasługi V klasy (Francja, 2006)[7]